# The Three Faces of Eve
 The Three Faces of Eve és una pel·lícula estatunidenca dirigida, escrita i produïda per Nunnally Johnson i estrenada el 1957. Joanne Woodward va rebre, per aquesta pel·lícula, l'Oscar a la millor actriu, tot i que era encara poc coneguda.

## Argument
Mare i esposa, Eve White és una dona tímida que pateix de mals de cap i de pèrdues de memòria ocasionals. Finalment és enviada a consultar un psiquiatre d'anomenada, el Dr. Luther i, sota hipnosi, es descobreix en ella una « altra personalitat », és Eve Black, una noia salvatge que no somia més que en divertir-se. Eve Black ho sap tot sobre Eve White, mentre que Eve White ignora el que fa Eve Black. Davant aquesta situació, el marit d'Eve White l'abandona, abandonant també la seva filla, Bonnie. Eve Black ha provat de matar aquesta última i s'envia a Eve White a un internat.
El Dr. Luther veu més en Eve White que en Eve Black les personalitats incompletes i inadaptades. La major part de la pel·lícula mostra com Luther prova de comprendre aquestes dues cares d'Eve. La convida finalment a recordar un esdeveniment que l'hauria pogut traumatitzar durant la infantesa. La seva àvia havia mort quan tenia sis anys i, segons el costum de la família, se la va obligar a abraçar la morta amb la idea que es faria més fàcilment a aquesta separació. El terror que li va inspirar aquest acte l'havia portada a separar-se en dues personalitats clarament diferents.
La teràpia continua, apareix una tercera personalitat, Jane, de caràcter relativament oposat. Aquesta nova arribada no entén en principi res de la situació però a poc a poc arriba a recordar tot el que ha pogut afectar totes tres. Luther demana parlar amb Eve White, però al mateix temps Jane descobreix que Eve White i Eve Black han deixat d'existir. Les tres personalitats són ara foses en un tot únic. Es casa amb un home anomenat Earl que ha conegut mentre era Jane i retroba la seva filla Bonnie.

## La pel·lícula
La pel·lícula és basada, de manera poc fidel, en l'autèntica història d'una dona que patia dissociació mental, Chris Costner-Sizemore. El llibre original Les tres cares d'Eve havia estar publicat poc de temps després dels fets, i els drets cinematogràfiques immediatament venuts, el 1957, al realitzador Nunnally Johnson, que volia aprofitar de l'interès del públic per les personalitats múltiples. Aquest interès li havia estar despertat l'any 1954 per la publicació de la novel·la de Shirley Jackson The Birds' Nest, adaptada a la pantalla l'any 1957 sota el títol Lizzie.

## Repartiment
- Joanne Woodward: Eve White / Eve Black / Jane
- Lee J. Cobb: Doctor Curtis Luther
- David Wayne: Ralph White
- Edwin Jerome: Doctor Francis Day
- Alena Murray: Secretària
- Nancy Kulp: Mrs. Black
- Douglas Spencer: Mr. Black
- Terry Ann Ross: Bonnie White
- Ken Scott: Earl
- Mimi Gibson: Eve, de nena
- Alistair Cooke: El narrador
- Vince Edwards: El sergent
- Mary Field
- Richard Garrick
- Helene Hatch
- Catherine Howard
- Jason Johnson
- Frank Marlowe
- Wanda Perry
- Joe Rudan
- Gary Spencer
- Al Thompson
- Rush Williams

## La polèmica
En la seva autobiografia I’m Eve, Chris Costner-Sizemore ha insistit en el fet que la pel·lícula no descrivia del tot la seva vida real. Els seus trastorns mentals van trigar molt més temps a resoldre’s i ha trobat purament comercial el retrat que el seu terapeuta feia d'ella. Però a l'època era incapaç de fer res en aquest sentit, perquè no li era pas permès de revelar la seva identitat real com « Eve ». Un metge fins i tot l'ha considerada com boja per creure que era « Eve ». Amb la seva família, Costner-Sizemore ha viscut en un aïllament virtual durant anys, tement que algú descobrís el seu passat.
Segons Costner-Sizemore, era massa malalta intel·lectualment per fer-se càrrec dels seus propis afers: és el seu metge, el Dr. Corbett Thigpen, qui va negociar tots els arranjaments amb els Studios de la Twentieth Century Fox per filmar la seva versió de la seva vida. Seguint les seves últimes afirmacions (que es troben en els seus llibres I’m Eve i A Mind Of My Own i en de nombroses entrevistes), era com el seu representant únic amb la Fox i al mateix temps com el representant de la Fox amb ella. Ella ha rebut 7.000 $, mentre que Thigpen s'embutxacava aproximadament 1 milió.
Segons Costner-Sizemore, doncs, el metge Thigpen ha utilitzat la seva història pel seu profit personal. Quan la pel·lícula es va passar per primera vegada a Augusta, Geòrgia, ell li va aconsellar de no veure-la, dient-li que seria « molt dolent » pels progressos de la seva teràpia. Costner-Sizemore explica que se sentia transformada en objecte i desvaloritzada per aquesta experiència, sobretot quan veia per tot arreu cartells publicitaris en els quals Joanne Woodward la representava. A continuació, Thigpen va intentar impedir que escrivís I’m Eve l'any 1977, sostenint que posseïa l'exclusivitat dels drets sobre la història de la seva vida. La Fox li va pagar 5.000 $ per una opció sobre el llibre amb la finalitat de fer-ne una pel·lícula per la TV, però mai no ha anat més lluny en el projecte.
Costner-Sizemore no va entendre fins al 1988 fins a quin punt havia estat explotada per Thigpen, quan va provar de treballar amb Sissy Spacek sobre un guió que se li proposava per una versió cinematogràfica de A Mind Of My Own. Spacek ha mostrat interès a presentar un retrat exacte i el seu associat Bobbie Edrick ha acceptat de fer la producció. En aquest moment Spacek va ser contactada pels representants de la Fox, que han pretès que no tenia el dret de realitzar aquesta pel·lícula, ja que la Fox posseïa a perpetuïtat tots els drets sobre la vida de Costner-Sizemore. Aparentment, havia signat el contracte l'any 1957 sense llegir-lo amb cura. Pel que diu Edrick, la verdadera raó que empenyia la Fox a voler els drets a tot preu era que hi havia la intenció de rodar de nou  The Three Faces of Eve com a comèdia, amb Lily Tomlin.
Costner-Sizemore va atacar la Fox davant el Tribunal federal de Manhattan en 1988 amb l'ajuda de l'advocat Carol Rinsler, que va sostenir que Costner-Sizemore no tenia tota la seva consciència a l'època i que el comportament de la Fox l'any 1977 - li havia pagat drets per I’m Eve - no es feia amb la pretensió de posseir els drets sobre la seva vida. Va aconseguir fer declarar nul el contracte. Els drets cinematogràfics sobre A Mind Of My Own pertanyen actualment a Spacek.

## Premis i nominacions

### Premis
- 1958. Oscar a la millor actriu per Joanne Woodward
- 1958. Globus d'Or a la millor actriu dramàtica per Joanne Woodward

### Nominacions
- 1958. BAFTA a la millor actriu estrangera per Joanne Woodward